# فسحة (مسرح)

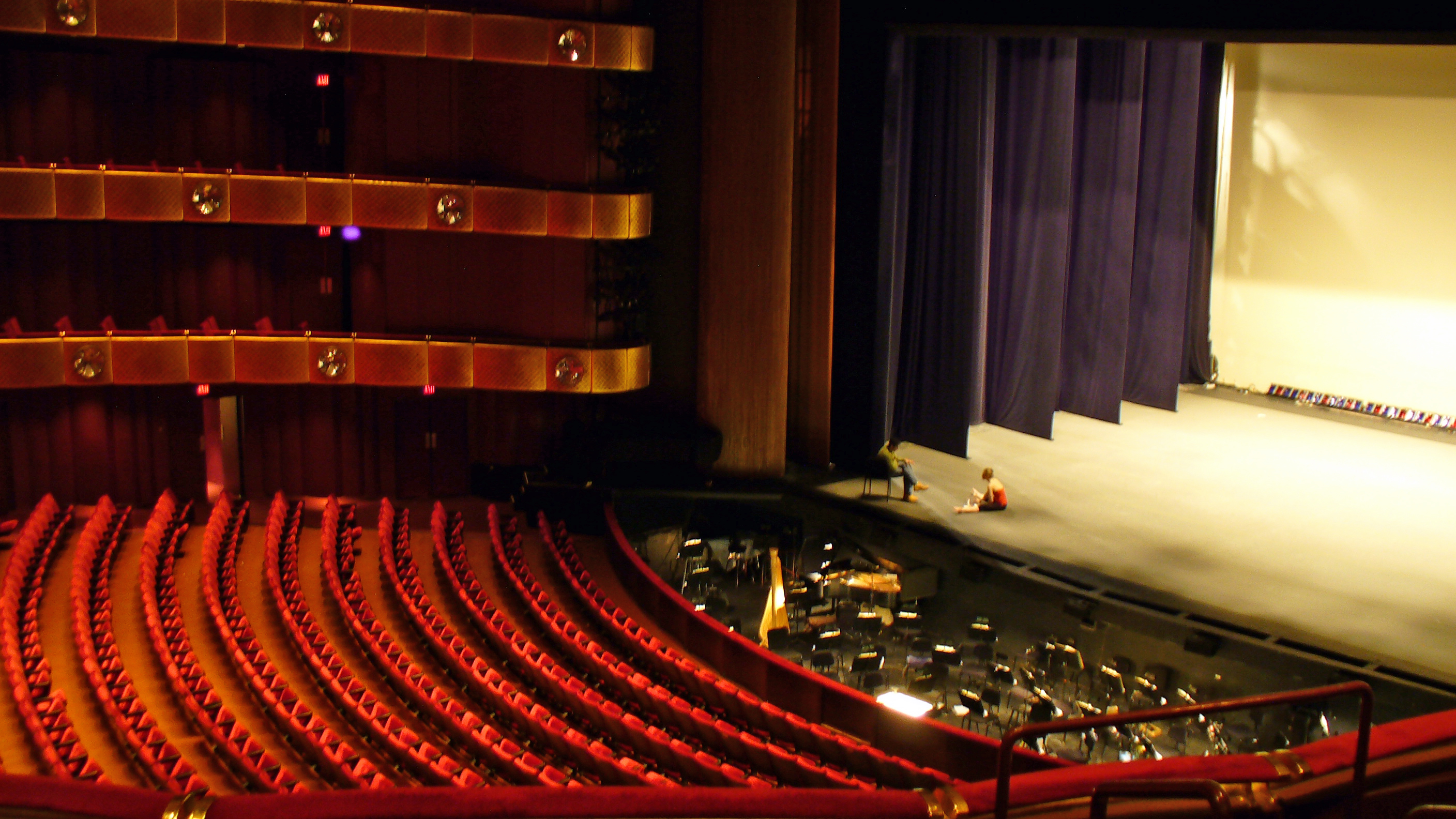
الفُسحة محصورة بين المسرح والمقاعد

الفُسحة هي المنطقة الموجودة في المسرح (التي تقع عادة في منطقة منخفضة أمام خشبة المسرح) والتي يعزف فيها الموسيقيون. تُستخدم الفُسحة في أشكال المسرح التي تتطلب موسيقى (مثل الأوبرا والباليه) أو في الحالات التي تكون فيها الموسيقى العرضية مطلوبة. توضع القيادة الموسيقية في مقدمة الفُسحة التي تواجه الخشبة.